# والری گرندمایسون
والری گرندمایسون (به انگلیسی: Valérie Grand'Maison) (زادهٔ ۱۲ اکتبر ۱۹۸۸) شناگر اهل کانادا است.